# Calliopsis gilva
Calliopsis gilva är en biart som beskrevs av Shinn 1967. Calliopsis gilva ingår i släktet Calliopsis och familjen grävbin. Inga underarter finns listade.